# كرايغ بارتليت
كرايغ بارتليت (بالإنجليزية: Craig Bartlett)‏ هو رسام رسوم متحركة أمريكي، ولد في 18 أكتوبر 1956 في سياتل في الولايات المتحدة. اشتهر بكتابة المسلسل التلفزيوني للأطفال هيا آرنولد!

## وصلات خارجية
- كرايغ بارتليت على موقع IMDb (الإنجليزية)
- كرايغ بارتليت على موقع ألو سيني (الفرنسية)
- كرايغ بارتليت على موقع ميوزك برينز (الإنجليزية)
- كرايغ بارتليت على موقع أول موفي (الإنجليزية)
- كرايغ بارتليت على موقع قاعدة بيانات الفيلم (الإنجليزية)
- كرايغ بارتليت على موقع كينوبويسك (الروسية)